# 9926 Desch
9926 Desch è un asteroide della fascia principale. Scoperto nel 1981, presenta un'orbita caratterizzata da un semiasse maggiore pari a 2,3825156 UA e da un'eccentricità di 0,1678976, inclinata di 2,13895° rispetto all'eclittica.